# 京都第一赤十字病院
京都第一赤十字病院（きょうとだいいちせきじゅうじびょういん）は、京都府京都市東山区に所在する医療機関である。日本赤十字社京都府支部が開設する病院である。

## 概要
- 当病院は地元京都では京都第二赤十字病院（通称・府庁前日赤）と区別するため東山日赤という場合もある。

## 沿革
- 1934年（昭和9年）12月3日 - 日本赤十字社京都支部病院が診療開始。
- 1937年（昭和12年）12月10日 - 京都陸軍病院として陸軍傷病兵の収容開始。
- 1941年（昭和16年）5月15日 - 陸軍病院の業務を解除。
- 1943年（昭和18年）1月 - 京都第一赤十字病院と改称。
- 1944年（昭和19年）12月1日 - 舞鶴海軍病院京都第一赤十字病院として、海軍傷病兵の収容開始。
- 1945年（昭和20年）8月15日 - 太平洋戦争終結と同時に海軍病院解散。
- 1945年（昭和20年）10月7日 - 進駐軍の兵站病院として接収。
- 1955年（昭和30年）2月15日 - 兵站病院としての接収解除。
- 1959年（昭和34年）3月31日 - 北病棟増築竣工。
- 1966年（昭和41年）4月 - 新東病棟完成、七条分院閉鎖。
- 1996年（平成8年）12月6日 - 京都府エイズ治療拠点病院に指定。
- 1997年（平成9年）2月28日 - 京都府基幹災害医療センターに指定。
- 1997年（平成9年）11月10日 - 救命救急センター、総合周産期母子医療センター稼働。
- 2000年（平成12年）3月31日 - 新本館全面竣工。
- 2006年（平成18年）7月1日 - DPC対象病院に指定。
- 2006年（平成18年）12月27日 - 地域医療支援病院認定。
- 2012年（平成24年）3月26日 - DPC医療機関Ⅱ群（高診療密度病院群）の告示（厚生労働省告示第百六十五号）。

## 診療科
- 総合内科
- 糖尿病・内分泌・リウマチ科
- 消化器科
- 血液内科
- 循環器科
- 神経内科
- 呼吸器科
- 心療内科
- 腎臓内科・腎不全科
- 外科
- 乳腺外科
- 小児外科
- 形成外科
- 心臓血管外科
- 整形外科
- 脳神経外科
- 小児科
- 新生児科
- 産婦人科
- 耳鼻咽喉科
- 眼科
- 皮膚科
- 泌尿器科
- 放射線診断科
- 放射線治療科
- 歯科口腔外科
- 麻酔科
- リハビリテーション科
- 病理診断科

診療協働部門
- 看護部
- 検査部
- 薬剤部
- 放射線科部
- 栄養課

## 医療機関の指定等
- 保険医療機関
- 地域医療支援病院
- 地域がん診療連携拠点病院
- 京都府基幹災害医療センター
- 京都府エイズ治療拠点病院
- 救命救急センター
- 総合周産期母子医療センター
- 臨床研修指定病院
- 臨床歯科研修指定病院
- 京都DMAT指定医療機関
- 災害対策基本法指定機関
- DPC医療機関Ⅱ群（高診療密度病院群）告示（大学病院本院に準ずる機能を有する病院）

## 交通アクセス
- JR奈良線、京阪電鉄東福寺駅下車、徒歩約5分